# Île Wallace (Argyll et Bute)
L'île Wallace est une île du loch Lomond, en Écosse. C’est une île basse et plate à l’embouchure de l’eau d’Inveruglas, juste au sud d’Inveruglas et non loin de l’île Inveruglas. Elle est recouverte d’aulnes.
L’île est peut-être nommée d’après le patriote écossais, William Wallace, qui y a peut-être cherché refuge.